# Шателије (Марна)
Шателије (фр. Châtelier) насеље је и општина у североисточној Француској у региону Шампањ-Арден, у департману Марна која припада префектури Сент Манеу.
По подацима из 2011. године у општини је живело 54 становника, а густина насељености је износила 5,05 становника/km². Општина се простире на површини од 10,7 km². Налази се на средњој надморској висини од 176 метара.

## Демографија
| 1962. | 1968. | 1975. | 1982. | 1990. | 1999. | 2011. |
| ----- | ----- | ----- | ----- | ----- | ----- | ----- |
| 100   | 110   | 92    | 87    | 79    | 88    | 54    |

График промене броја становника у току последњих година